# سفتلوغورسك
سفتلوغورسك (بالروسية: Светлогорск) هي إحدى مدن روسيا في الكيان الفدرالي الروسي كالينينغراد أوبلاست.